# Кумзерское
Кумзерское (также Кумозерское, Кумозеро, Кумзеро) — озеро ледникового происхождения в Вологодской области России. Располагается в западной части Харовского района, к югу от Шабзерского озера, в 30 км к северо-западу от Харовска. Относится к бассейну Кубенского озера. 
Площадь зеркала — 2,9 км². Площадь водосборного бассейн озера составляет 168 км². Высота над уровнем моря — 143,1 м. Длина озера 6,8 км, в центральной части ширина достигает 800 м.
Форма озера вытянута в широтном направлении, береговая линия умеренно изрезана. Берега слабо всхолмленные, покрытые лугами и прибрежным кустарником, местами подступает смешанный лес. Река Кумжа впадает на западе и вытекает на востоке. На берегу находится село Кумзеро, а также деревни Машутиха, Горка, Мартыниха, Щукинская, Княжая, Гришино и Назариха.
Код объекта в государственном водном реестре — 03020100111103000003563.

## Археология
На берегах в восточной части Кумозера были открыты девять стоянок древнего человека мезолитического возраста: Кумзеро-1 с радиоуглеродной датировкой стоянки 7600±180 лет, Машутиха-А, датируемая 6850±30 лет назад и другие. Ктроме того были найдены средневековые селища Кумзеро-2, Княжья, Горка-на-Кумзере, Угол и другие, относящиеся к началу древнерусской колонизации местности.